# Eiserne Kühe
Eiserne Kühe (vaccae ferreae) waren Kühe, die auf einem Grundstück radiziert waren (an das Grundstück rechtlich gebunden, gebietsbezogene Rechtsvereinbarung), so dass sie bei einer Abtretung des Grundstückes oder Gutes oder bei einer Beendigung des Pachtvertrages in der gleichen Anzahl und Güte vorhanden sein oder ersetzt werden mussten (entsprechend auch: Eiserne Schafe).
Der Begriff war vom Mittelalter bis Ende des 19. Jahrhunderts im gesamten deutschsprachigen Raum gebräuchlich und war vermutlich Ausfluss eines Gewohnheitsrechts.
Andere Begriffe für Eiserne Kühe sind Ewigkühe oder Immerkühe. Wurde eine solche zum Beispiel zum Seelenheil an eine Wallfahrtskirche gestiftet, musste der Bauer, bei dem sie eingestellt war und der der Nutznießer der Milch und der Kälber der entsprechenden Kuh war, Abgaben an die Wallfahrtskirche leisten, im Falle der Wallfahrt Mariabrunn bei Heidenheim (Mittelfranken) jährlich ein Pfund Wachs.